# Tetes
En Atenas, los tetes (en griego antiguo: οἱ θητικοί/hoì thêtikoí) constituyeron, tras la reforma de Solón, una de las clases censitarias atenienses junto a los pentacosiomedimnos, los zeugitas y los hippeis. Esta clase reunía a aquellos que percibían menos de 200 medimnos al año. Representaban a más del 50% de los ciudadanos atenienses. 
Los tetes eran proletarios que pertenecían a la cuarta y última clase de ciudadanos. Eran hombres libres que, en general, trabajaban para proporcionarse los medios de subsistencia. Generalmente sin tierras, debían alquilar sus servicios. Aun cuando no tenían derecho a ser elegidos para los cargos públicos, sin acceso a las magistraturas, concurrían a la Asamblea y tomaban parte en la votación de las leyes, en la elección de los generales, de los jueces y de todos los funcionarios de la polis y en las deliberaciones sobre la paz y la guerra y sobre la imposición de tributos. A su vez, estaban exentos del pago de estos. Formaban parte del grueso de la armada como remeros. 